# Hydropisphaera
Hydropisphaera — рід грибів родини Bionectriaceae. Назва вперше опублікована 1822 року.